# Rattasak Wiang-in
Rattasak Wiang-in (thailändisch รัฐศักดิ์ เวียงอินทร์; * 3. Dezember 1992 in Sisaket), auch als Bas bekannt, ist ein thailändischer Fußballspieler.

## Karriere
Rattasak Wiang-in stand bis Ende 2018 beim Sisaket FC unter Vertrag. Wo er vorher unter Vertrag stand, ist unbekannt. Der Verein aus Sisaket spielte in der zweiten Liga, der Thai League 2. Im Februar 2019 wechselte er zum Ligakonkurrenten Customs United FC. Für den Verein aus Samut Prakan stand er bis 30. Juni 2020 unter Vertrag. Am 1. Juli 2020 wechselte er in die dritte Liga. Hier schloss er sich in Kanchanaburi dem Muangkan United FC an. Zuletzt spielte er mit Muangkan in der Western Region der dritten Liga. Am Ende der Saison feierte er mit Muangkan die Meisterschaft der Region. In den anschließenden Aufstiegsspielen wurde man Erster der National Championship Lower und stieg in die zweite Liga auf. Sein Zweitligadebüt für Muangkan gab Rattasak Wiang-in am 4. September 2021 (1. Spieltag) im Auswärtsspiel gegen den Lampang FC. Hier wurde er in der 53. Minute für Chitpanya Tisud eingewechselt. Das Spiel endete 1:1. Nachdem Muangkan zur neuen Saison die Lizenz verweigert wurde, wechselte er Ende Juli 2022 zum Zweitligisten Raj-Pracha FC. Für den Hauptstadtverein bestritt er zwölf Ligaspiele. Nach der Hinserie wechselte er im Dezember 2022 zum Drittligisten Kasem Bundit University FC. Mit dem Bangkoker Verein tritt er in der Bangkok Metropolitan Region an.

## Erfolge
Muangkan United FC
- Thai League 3 – West: 2020/21   ▲